# Astragalus trimestris
Astragalus trimestris är en ärtväxtart som beskrevs av Carl von Linné. Astragalus trimestris ingår i släktet vedlar, och familjen ärtväxter. Inga underarter finns listade i Catalogue of Life.